# Wolf József (budapesti rabbi)
Wolf József (Budapest, 1893. augusztus 6. – 1944 vagy 1945) budapesti rabbi. 

## Életrajza
Szülei Wolf Simon kereskedelmi ügynök és Tauber Berta. 1909 és 1921 között a budapesti rabbiképző növendéke. 1920-ban avatták bölcsészdoktorrá, majd 1922-ben rabbivá. Ezt követően a Pesti Izraelita Hitközség vallástanáraként működött. 
Irodalmi munkásságot is folytatott, önálló könyve Keleti befolyások Romanos bizánci himnuszköltő műveire címmel 1920-ban jelent meg. Folyóiratcikkei a Múlt és Jövőben, a Budapesti Hírlapban, a Reményben, a Blau Emlékkönyvben, és a Magyar Zsidó Szemlében jelentek meg.